# Nina Smoleïeva
Nina Nikolaïevna Smoleïevva (russe : Нина Николаевна Смолеева), née Nikitina (russe : Никитина) le 28 mars 1948 à Volkhov (RSFS de Russie), est une ancienne joueuse soviétique puis kazakhe de volley-ball.
Elle est médaillée d'or aux Jeux olympiques en 1968 et 1972 et médaillée d'argent en 1976.

## Carrière
Nina Smoleïeva s'intéresse d'abord à la danse et commence à pratiquer le ballet dans son enfance mais après que sa mère ait refusé qu'elle entre à l'école de danse de Leningrad, elle doit choisir un autre sport et se tourne vers la gymnastique. En 1961, elle déménage avec sa famille à Alma-Ata où elle découvre le volley-ball.
Elle détient trois médailles olympiques : deux en or lors des Jeux de 1968 et de 1972 et une en argent des Jeux de 1976. Elle remporte l'or aux Mondiaux 1970 et le bronze à ceux de 1978. Sur le plan européen, elle ramène l'or cinq fois : en 1969, 1971, 1975, 1976 et 1977.
En 2006, elle entre au Volleyball Hall of Fame.

## Palmarès

### Équipe nationale
- Jeux olympiques
  -  1968 à Mexico.
  -  1972 à Munich.
  -  1976 à Montréal.

- Championnat du monde
  -  1970 à Varna.
  -  1978 à Leningrad

- Championnat d'Europe
  -  1967 à Izmir.
  -  1971 à Reggio d'Émilie.
  -  1975 à Belgrade.
  -  1977 à Tampere